# Урочище Джерела (заказник)
Уро́чище Джере́ла — ландшафтний заказник загальнодержавного значення в Україні. Розташований у межах Маневицького району Волинської області, на північ від села Череваха.
Площа 90 га. Створений згідно з Указом Президента України від 10 грудня 1994 року, № 750/94. Перебуває у віданні ДП «Маневицьке ЛГ», Черевахівського л-ва, кв. 20, вид. 3–6, 9–11, 15, 16, 18, 19, 25, 26; кв. 21, вид. 5, 13, 16, 18, 19, 23–26, 31, 33, 36.
Створений для охорони унікального природного комплексу, що характеризується розмаїттям рослинних угруповань і своєрідним гідрологічним режимом, місце зростання плауна річного, занесеного до Червоної книги України. Переважають ялиново-вільхові насадження віком близько 85 років, є ділянки лісу з чистих ялинників природного походження. У межах заказника — 12 потужних джерел, які дають початок та живлять річку Череваху (права притока Стоходу).

## Галерея

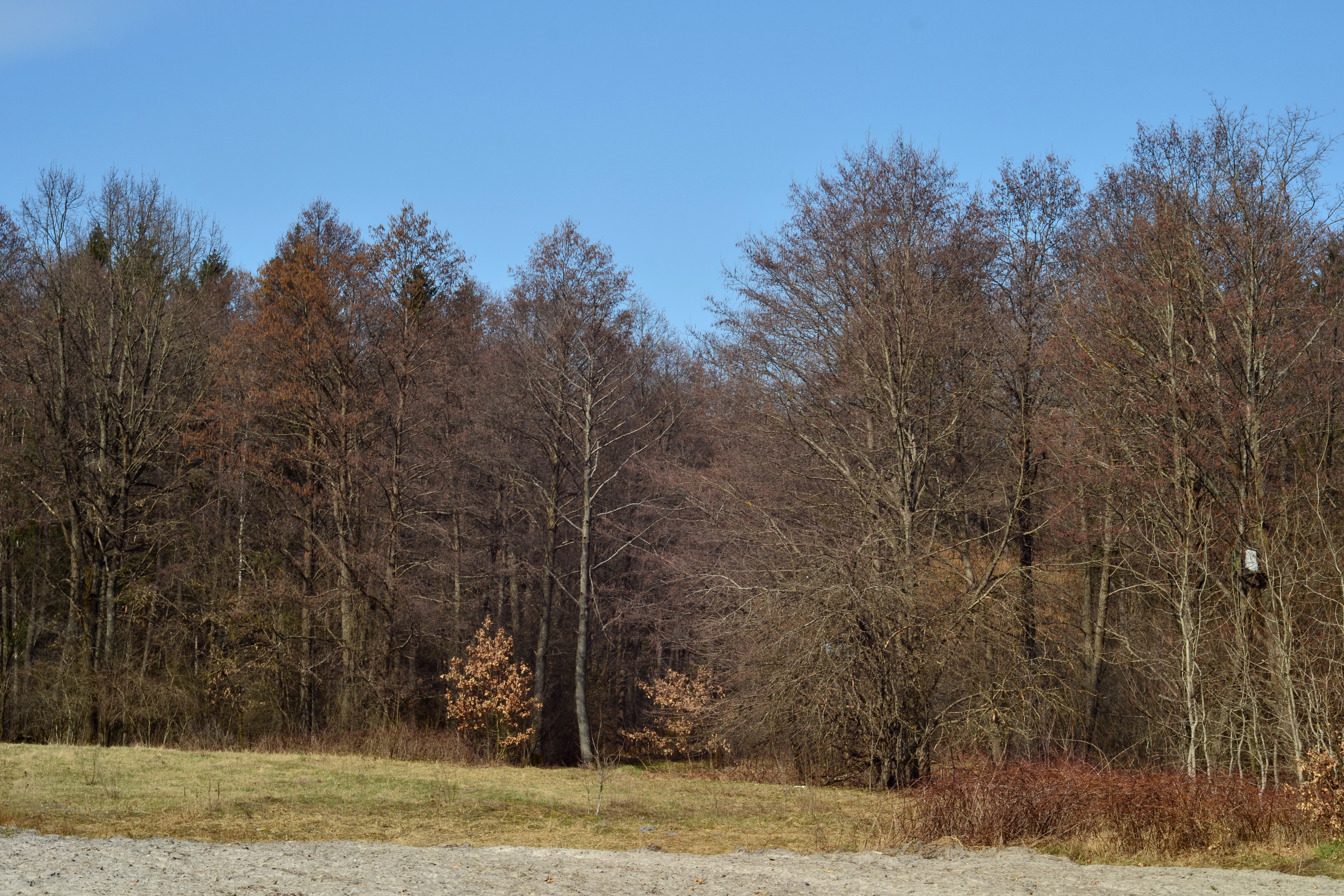
Південний вхід до заказника
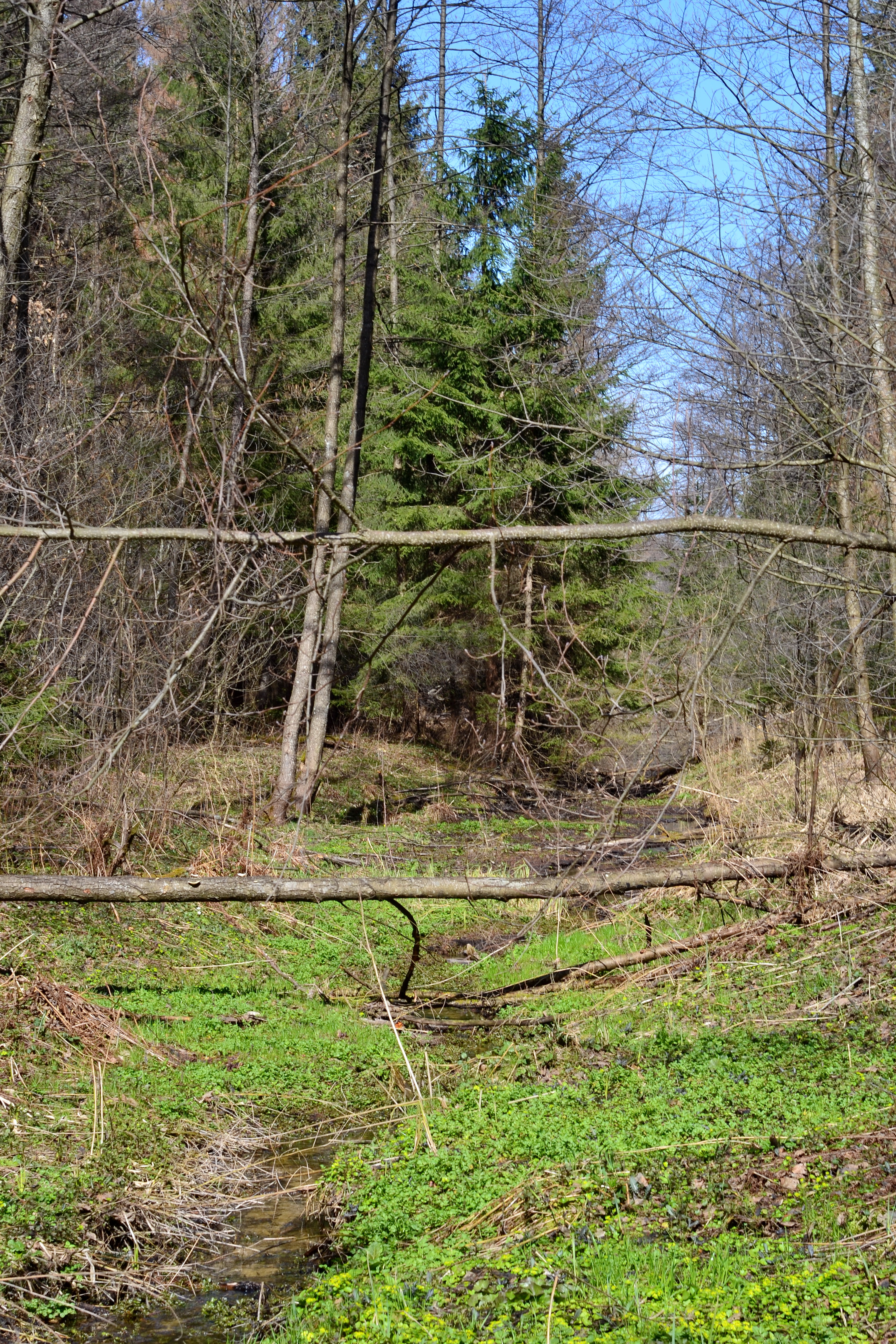
Поблизу річки Череваха
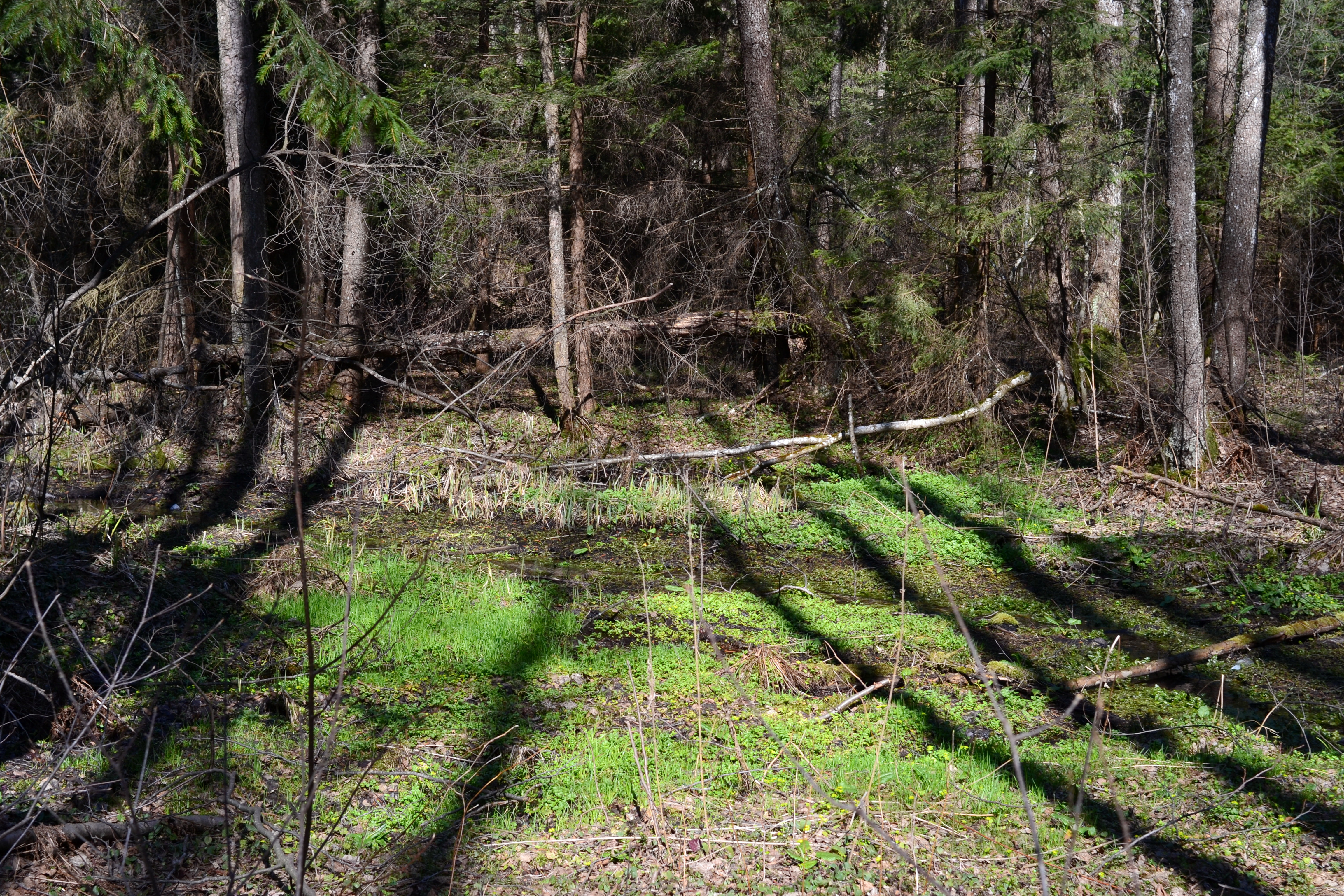
Витік джерела
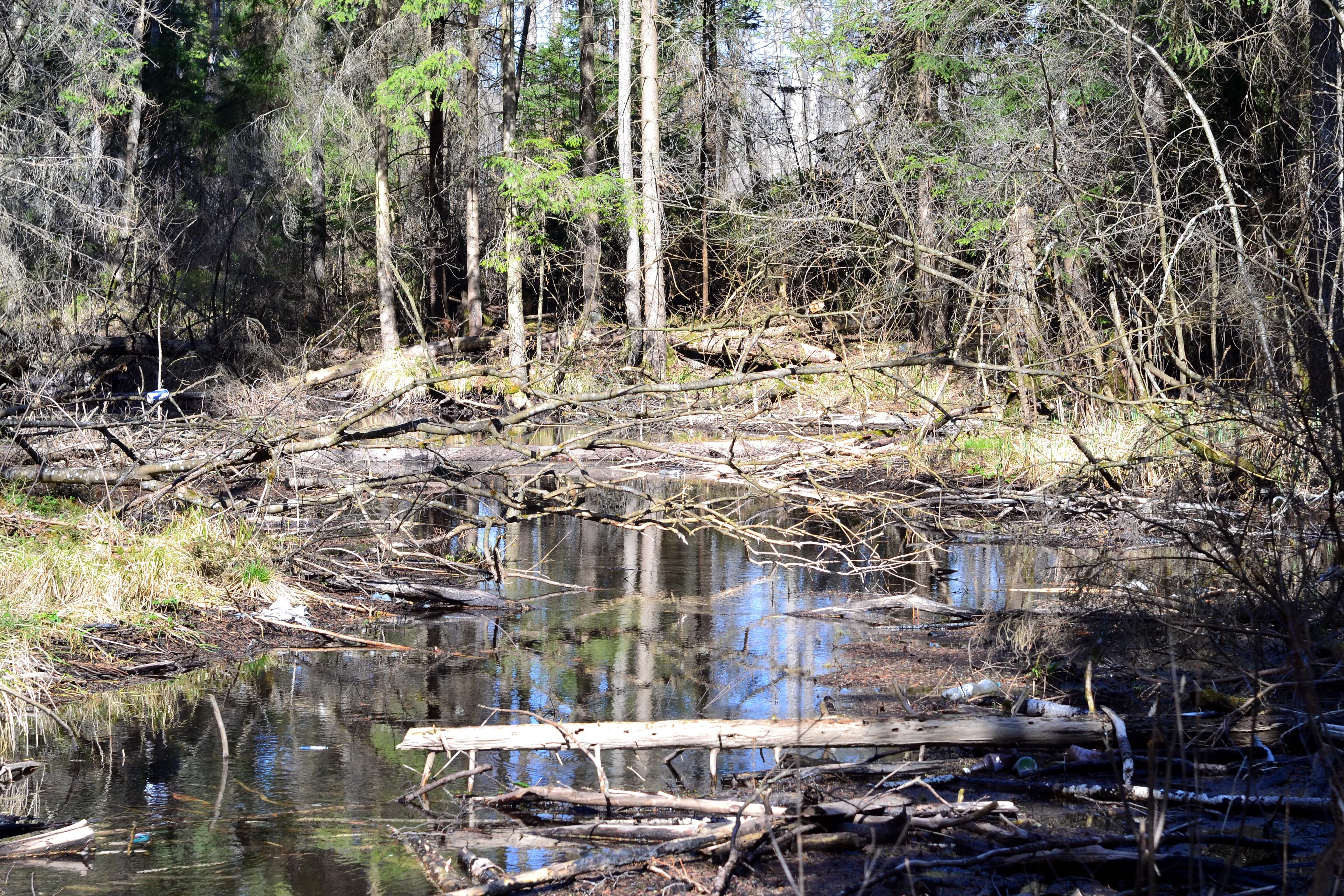
Струмок
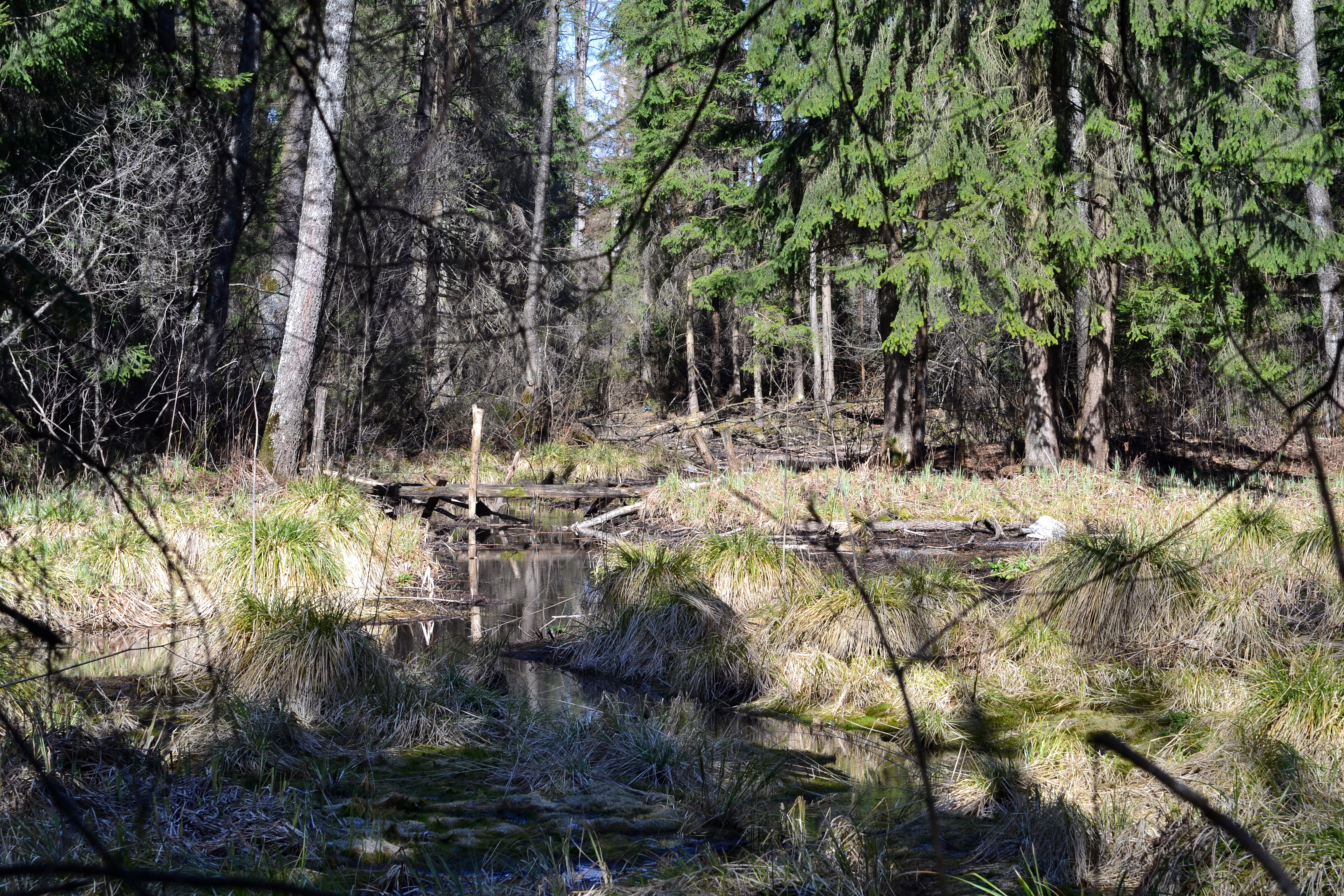
Місток через струмок